# Idioma isconahua
La lengua isconahua o iskonahua pertenece a la familia lingüística pano es hablada por la nación isconahua que habita en las cuencas del río Callería, en el departamento de Ucayali. Tradicionalmente, ha sido conocida también como isconawa, iskobakebo, aunque hoy los propios hablantes prefieren llamarla isconahua. La lengua isconahua tiene un alfabeto oficial aprobado por el estado peruano a través del Ministerio de Educación desde el 19 de abril de 2018.